# パンサラッサ (競走馬)
パンサラッサ（欧字名:Panthalassa 香:本初之海、2017年3月1日 - ）は、日本の競走馬。主な勝ち鞍は2022年のドバイターフ、2023年のサウジカップ。
馬名の意味は、かつての地球に存在した唯一の海（パンサラッサ）。父名（海の神）より連想。日本調教馬として初めて世界最高賞金を誇るサウジカップに優勝し、海外芝ダート両方のGIレース優勝馬となった。大逃げのスタイルで活躍し、世界の逃亡者と呼ばれた。

## 戦績

### 2歳（2019年）
9月21日、阪神競馬場の芝1600mコースで行われた新馬戦に鞍上坂井瑠星で出走しデビューしロータスランドの6着に敗れる。連闘で挑んだ9月28日の阪神芝2000m未勝利戦では一旦先頭に立ったがアカイイトに交わされ2着。続く3戦目10月12日の京都芝2000m未勝利戦では不良馬場のコンディションであったが、道中2番手から4コーナーで先頭に立つと直線では後続を大きく引き離し、2着馬に大差を付けて初勝利を飾った。その後エリカ賞6着を挟み、12月28日のGIホープフルステークスに12番人気で重賞初挑戦するも同厩コントレイルの6着に敗れ、2歳シーズンを終えた。

### 3歳（2020年）
3歳シーズンに入り、1月26日の若駒ステークスから始動するも4着。その後はGII弥生賞ディープインパクト記念に出走するが9着に敗れた。6月20日の阪神芝2000m3歳上1勝クラスで2勝目を挙げると、中1週で挑んだGIIIラジオNIKKEI賞ではバビットの2着に入った。夏が明け、9月27日には距離延長でGII神戸新聞杯に出走するが、2冠馬コントレイルの12着に敗れる。その後はオクトーバーステークス、アンドロメダステークスとリステッド競走を連戦するも、それぞれ2着、4着と勝ち切れず、12月12日には初ダートを選択し師走ステークスに出走。1番人気に推されたものの、11着に惨敗した。

### 4歳（2021年）
2月7日、芝に戻ってOP関門橋ステークスに出走、ワールドウインズのクビ差2着となる。その後はGII中山記念に出走するも出遅れが響き7着、GII読売マイラーズカップでは左前肢跛行により競走除外を受けた。
10月17日、Lオクトーバーステークス (東京・芝2000m) で鞍上吉田豊が積極的にハナを奪うと後続を引き離す大逃げを放ち、直線差を詰められたものの2着馬をアタマ差押さえ、1年4カ月ぶりの勝利を挙げた。この勝利にて新たに大逃げ戦法に活路を見出す事となった。11月14日、GIII福島記念 (福島・芝2000m) に5番人気で鞍上菱田裕二で出走。1000メートルを57秒3のハイペースで後続を突き放し最後の直線も先頭を譲らず4馬身差の逃げ切り勝ちで2連勝、重賞初勝利を挙げた。なお、この日キャリア2戦目の阪神芝2000m未勝利戦で自身を下したアカイイトもGIエリザベス女王杯で勝利し重賞初勝利を挙げている。

### 5歳（2022年）
5歳になり初戦はGII中山記念に出走。2番人気に推されたレースでは、抜群のスタートから難なく主導権を取り、1000m57秒6のハイラップで大逃げ。さらに後続との差を広げていき、そのまま堂々押し切って重賞2勝目を飾った。
次走として3月26日のGIドバイターフに出走。抜群のスタートから難なく先頭に立ち、1馬身のリードを保ったまま最終直線に突入。外から追い縋る前年覇者のロードノースと追い比べとなり、さらに外からヴァンドギャルドも差し切り態勢に入って三頭並んでゴール前を通過。長い写真判定の末、最内パンサラッサと真ん中のロードノースが1着同着となり、GI初制覇を果たした。馬主の広尾レースは前身のサウスニアレースホース時代を通じてGI級競走初優勝。鞍上の吉田豊にとっても2010年のマイルチャンピオンシップ南部杯のオーロマイスター以来の優勝、海外GIはともに初制覇となった。レース後、矢作師はロードノースの次走がプリンスオブウェールズステークスの予定であることを踏まえて同レースへの参戦も示唆した。
しかしプリンスオブウェールズステークスには向かわず、GI凱旋門賞に予備登録を行い、6月26日に行われたGI宝塚記念へ出走。スタートで挟まれ後手を踏み、ハナを奪うために脚を使った事が影響したのか、直線早々にタイトルホルダーにかわされ8着に敗れた。この結果、凱旋門賞は断念し8月21日に行われたGII札幌記念に出走。GI3勝を挙げこのレース連覇を狙うソダシ、金鯱賞でレコード勝ちしたジャックドールなどが参戦しレースを迎えたが、スタートで行き脚がつかず促してハナを奪うも大逃げとはいかず、道中は他馬を引きつけたまま進んだが、直線でジャックドールに捉えられ食い下がるも2着に敗れた。
10月26日、矢作師は12月11日に沙田競馬場で行われるGI香港カップの招待を受諾し、天皇賞後に出走する予定であることを明かした。
秋初戦として東京競馬場で行われたGI天皇賞（秋）に出走。2枠3番からのスタートとなり、7番人気で迎えたレースではスタート直後に先頭に立つと、1000メートル通過が57秒4（1998年〈第118回〉のサイレンススズカと同タイム）のハイペースを演出。直線に向いても後続は15～20馬身ほど後方で、このまま逃げ切るかという局面までたどりついたが、ゴール寸前で上がり3ハロン32秒7という豪脚を見せ迫ってきた1番人気イクイノックスに差し切られ1馬身差の2着に敗れた。
香港カップに予定通り出走。レースでは少し出遅れるも逃げの手を打ったが10着に敗れた。
その後、陣営からサウジカップへ予備登録を行ったことが発表された。

### 6歳（2023年）
サウジカップへの招待を受諾し、予定通りサウジカップへ出走。初のダートGIレース出走となったが、最内枠から好スタートを切りそのまま先頭に立ち前半800mを45秒台というハイペースを演出、道中2番手以下を引き付けつつ直線に向いた。ラスト1ハロンではさすがに一杯となったものの持ち前の粘り強さを発揮し、最後は後方大外から追い込んできたカントリーグラマーを3/4馬身差抑えて1着でゴール、日本馬史上初のサウジカップ制覇を達成し、世界最高1着賞金となる1000万米ドル（JRA発表による換算レートで13億1865万円）を獲得した。なお、この勝利によって海外における芝とダート両方の国際GIレースを制した初の日本調教馬となった。
サウジカップ勝利により、陣営はGIドバイワールドカップへの出走を選択。レースは大外枠からの出走に加え最内枠の地元馬リモースがハナを譲らなかったため、ハイペースを競り合う形のまま息を入れる事が出来ず、4コーナーで後続にのみ込まれ10着に敗れた。
次走を8月2日のGIサセックスステークスに出走予定と発表され、8月23日のGI英インターナショナルステークスへの転戦も検討されていたが、繋靭帯炎を発症したことによりヨーロッパ遠征は断念となった。
そして、11月26日に行われた第43回ジャパンカップで8ヶ月ぶりに実戦復帰。スタートからハナに立ち、前半1000m通過57秒6の大逃げで最大20馬身もの差を広げたが、直線で失速し12着と大敗した。レース翌日の11月27日、所有する広尾サラブレッド倶楽部により同競走がラストランとなることが発表された。矢作調教師は「レース後も問題はありませんが、最初から年内で引退と考えていたし、いい引き際なのかなと。欲を言えば、きりがないですからね。（パンサラッサには）本当に勉強させられました。馬というのは分からない。コントレイル（2020年クラシック3冠制覇などG1・5勝）と同じ世代で素質は全く違うと思っていたのに、ここまでの馬になるとは想像もしていなかったです」と話している。
最後に矢作調教師はパンサラッサの産駒について「イクイノックスの子供を倒して欲しいです!」の言葉で締め、会場を湧かせた。。
12月23日に中山競馬場で引退式を行う予定であったが感冒により延期となった。2024年1月8日に中山競馬場で全レース終了後に引退式を行い、競馬ソングライターのブルーノ・ユウキによる『パンサラッサの歌』披露、吉田騎手騎乗による記念撮影、退場間際にパンサラッサが立ち上がるなど4000人のファンを沸かせた。同月10日付でJRAの競走馬登録を抹消された。同年より北海道新ひだか町のアロースタッドで種牡馬として供用される。初年度の種付け料は300万円。また、同年よりオーストラリアのユーロンスタッドでもシャトル種牡馬として供用される。

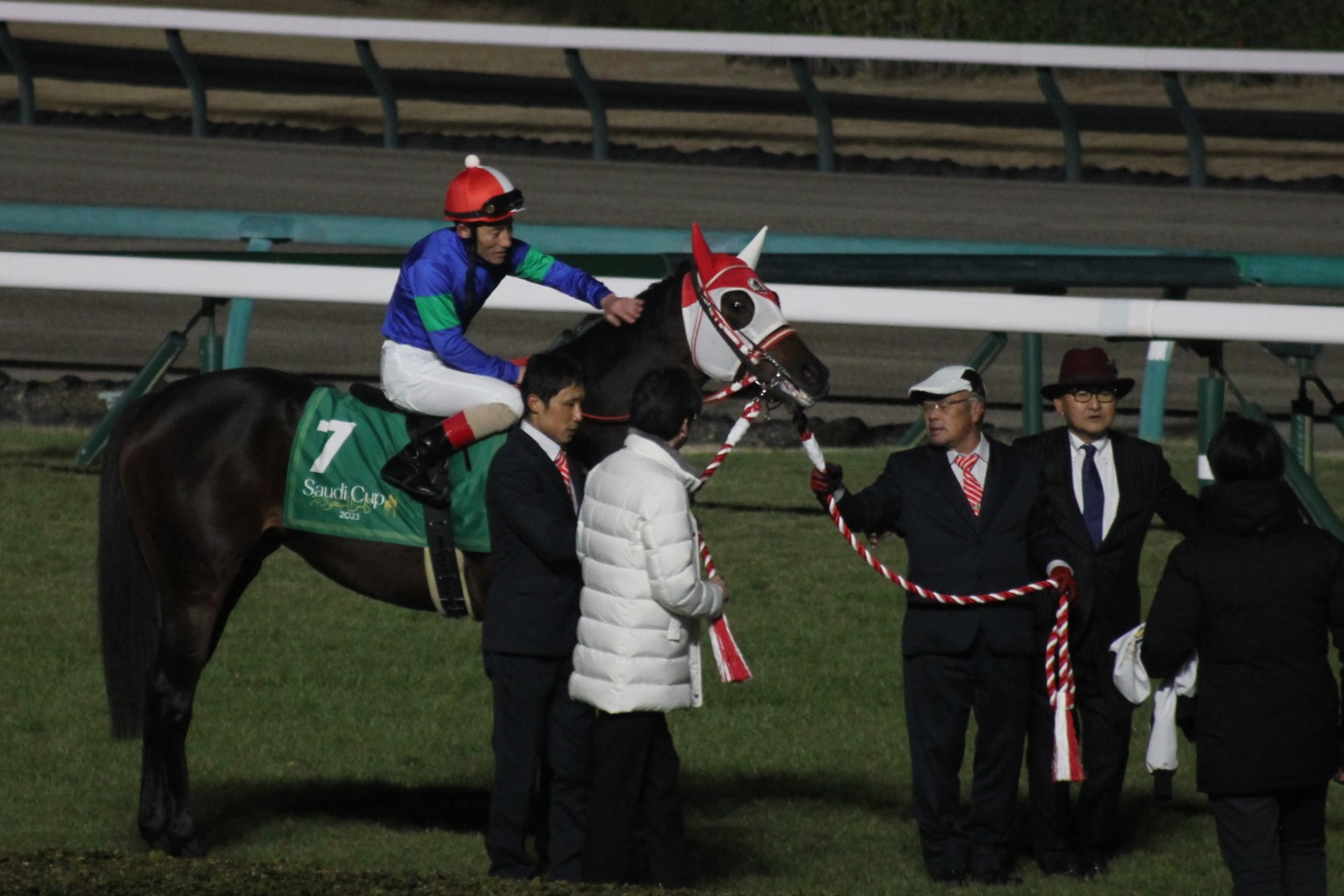
引退式にて記念撮影に臨むパンサラッサほか関係者達。ゼッケンは日本馬初制覇となったサウジカップのものを着用。

## 競走成績
以下の内容は、JBISサーチ、netkeiba.com、香港ジョッキークラブ、サカブジョッキークラブ、Racing Postおよびエミレーツ競馬協会およびTotal Performance Dataの情報に基づく。
| 競走日     | 競馬場   | 競走名             | 格   | 距離（馬場）  | 頭 数 | 枠 番 | 馬 番 | オッズ （人気） | 着順 | タイム （上り3F） | 着差  | 騎手      | 斤量 [kg] | 1着馬（2着馬）       | 馬体重 [kg] |
| ---------- | -------- | ------------------ | ---- | ------------- | ----- | ----- | ----- | --------------- | ---- | ----------------- | ----- | --------- | --------- | -------------------- | ----------- |
| 2019.09.21 | 阪神     | 2歳新馬            |      | 芝1600m（良） | 15    | 7     | 13    | 007.00（4人）   | 06着 | R1:38.0（34.4）   | -0.8  | 0坂井瑠星 | 53        | ロータスランド       | 458         |
| 0000.09.28 | 阪神     | 2歳未勝利          |      | 芝2000m（良） | 7     | 1     | 1     | 016.40（4人）   | 02着 | R2:02.6（34.7）   | -0.2  | 0坂井瑠星 | 53        | アカイイト           | 458         |
| 0000.10.12 | 京都     | 2歳未勝利          |      | 芝2000m（不） | 12    | 6     | 8     | 005.40（2人）   | 01着 | R2:08.4（40.3）   | -2.5  | 0坂井瑠星 | 54        | （サトノヴィーナス） | 456         |
| 0000.12.07 | 阪神     | エリカ賞           | 1勝  | 芝2000m（良） | 11    | 7     | 8     | 013.20（6人）   | 06着 | 02:01.2（35.0）   | -0.6  | 0池添謙一 | 55        | ヒュッゲ             | 458         |
| 0000.12.28 | 中山     | ホープフルS        | GI   | 芝2000m（良） | 13    | 6     | 9     | 173.4（12人）   | 06着 | R2:02.7（37.7）   | -1.3  | 0坂井瑠星 | 55        | コントレイル         | 456         |
| 2020.01.26 | 京都     | 若駒S              |      | 芝2000m（良） | 6     | 6     | 6     | 008.20（5人）   | 04着 | R2:02.9（37.3）   | -0.4  | 0坂井瑠星 | 56        | ケヴィン             | 452         |
| 0000.03.08 | 中山     | 弥生賞ディープ記念 | GII  | 芝2000m（重） | 11    | 3     | 3     | 016.30（5人）   | 09着 | R2:04.1（37.5）   | -1.2  | 0坂井瑠星 | 56        | サトノフラッグ       | 452         |
| 0000.06.20 | 阪神     | 3歳上1勝クラス     |      | 芝2000m（良） | 12    | 6     | 8     | 006.20（3人）   | 01着 | R2:00.0（35.8）   | -0.4  | 0松山弘平 | 54        | （ディープキング）   | 462         |
| 0000.07.05 | 福島     | ラジオNIKKEI賞     | GIII | 芝1800m（稍） | 12    | 8     | 11    | 015.80（7人）   | 02着 | R1:48.1（36.4）   | -0.8  | 0三浦皇成 | 54        | バビット             | 458         |
| 0000.09.27 | 中京     | 神戸新聞杯         | GII  | 芝2200m（良） | 18    | 5     | 10    | 067.9（10人）   | 12着 | R2:13.9（37.6）   | -1.4  | 0坂井瑠星 | 56        | コントレイル         | 474         |
| 0000.10.18 | 東京     | オクトーバーS      | L    | 芝2000m（稍） | 16    | 7     | 14    | 006.90（4人）   | 02着 | R1:59.6（35.8）   | -0.1  | 0藤岡佑介 | 54        | テリトーリアル       | 464         |
| 0000.11.21 | 阪神     | アンドロメダS      | L    | 芝2000m（良） | 15    | 5     | 8     | 006.40（3人）   | 04着 | R1:59.3（35.9）   | -0.5  | 0坂井瑠星 | 53        | アドマイヤビルゴ     | 474         |
| 0000.12.12 | 中山     | 師走S              | L    | ダ1800m（良） | 16    | 4     | 8     | 004.60（1人）   | 11着 | R1:53.6（39.4）   | -1.2  | 0戸崎圭太 | 54        | タイキフェルヴール   | 470         |
| 2021.02.07 | 小倉     | 関門橋S            | OP   | 芝2000m（良） | 11    | 7     | 8     | 004.00（3人）   | 02着 | R2:00.5（36.8）   | -0.1  | 0菱田裕二 | 55        | ワールドウインズ     | 468         |
| 0000.02.28 | 中山     | 中山記念           | GII  | 芝1800m（良） | 14    | 7     | 12    | 027.40（9人）   | 07着 | R1:45.7（34.7）   | -0.8  | 0三浦皇成 | 55        | ヒシイグアス         | 470         |
| 0000.04.25 | 阪神     | マイラーズC        | GII  | 芝1600m（良） | 15    | 2     | 3     |                 | 除外 |                   |       | 0坂井瑠星 | 56        | ケイデンスコール     | 476         |
| 0000.10.17 | 東京     | オクトーバーS      | L    | 芝2000m（稍） | 18    | 1     | 2     | 010.90（5人）   | 01着 | R2:00.0（35.9）   | -0.0  | 0吉田豊   | 56        | （プレシャスブルー） | 476         |
| 0000.11.14 | 福島     | 福島記念           | GIII | 芝2000m（良） | 16    | 4     | 8     | 009.00（5人）   | 01着 | R1:59.2（37.6）   | -0.6  | 0菱田裕二 | 56        | （ヒュミドール）     | 474         |
| 0000.12.26 | 中山     | 有馬記念           | GI   | 芝2500m（良） | 16    | 1     | 2     | 045.50（8人）   | 13着 | R2:34.4（39.1）   | -2.4  | 0菱田裕二 | 57        | エフフォーリア       | 480         |
| 2022.02.27 | 中山     | 中山記念           | GII  | 芝1800m（良） | 16    | 3     | 5     | 004.40（2人）   | 01着 | R1:46.4（37.3）   | -0.4  | 0吉田豊   | 56        | （カラテ）           | 482         |
| 0000.03.26 | メイダン | ドバイターフ       | G1   | 芝1800m（Gd） | 14    | 12    | 11    | 004.50（2人）   | 01着 | R1:45.77          | 同着  | 0吉田豊   | 57        | Lord North           | 計不        |
| 0000.06.26 | 阪神     | 宝塚記念           | GI   | 芝2200m（良） | 17    | 6     | 11    | 010.20（6人）   | 08着 | R2:10.8（37.4）   | -1.1  | 0吉田豊   | 58        | タイトルホルダー     | 476         |
| 0000.08.21 | 札幌     | 札幌記念           | GII  | 芝2000m（良） | 16    | 2     | 3     | 003.30（2人）   | 02着 | R2:01.2（37.7）   | -0.0  | 0吉田豊   | 57        | ジャックドール       | 470         |
| 0000.10.30 | 東京     | 天皇賞（秋）       | GI   | 芝2000m（良） | 15    | 2     | 3     | 022.80（7人）   | 02着 | R1:57.6（36.8）   | -0.1  | 0吉田豊   | 58        | イクイノックス       | 472         |
| 0000.12.11 | 沙田     | 香港C              | G1   | 芝2000m（Gd） | 12    | 8     | 1     | 005.80（3人）   | 10着 | R2:01.98（37.79） | -2.28 | 0吉田豊   | 57        | Romantic Warrior     | 479         |
| 2023.02.25 | KAA      | サウジC            | G1   | ダ1800m（Fs） | 13    | 1     | 7     | 017.00（6人）   | 01着 | R1:50.80          | -0.15 | 0吉田豊   | 57        | （Country Grammer）  | 計不        |
| 0000.03.25 | メイダン | ドバイWC           | G1   | ダ2000m（Fs） | 15    | 15    | 9     | 005.70（2人）   | 10着 | R2:07.20（42.43） | -3.95 | 0吉田豊   | 57        | Ushba Tesoro         | 計不        |
| 0000.11.26 | 東京     | ジャパンC          | GI   | 芝2400m（良） | 18    | 4     | 8     | 046.40（7人）   | 12着 | R2:24.0（38.7）   | -2.2  | 0吉田豊   | 58        | イクイノックス       | 480         |

- 海外の競走の「枠番」欄にはゲート番を記載
- 香港のオッズ・人気は香港ジョッキークラブのもの（日本式のオッズ表記とした）
- サウジアラビアのオッズ・人気はRacing Postのもの（日本式のオッズ表記とした）

## 血統表
| パンサラッサの血統                          | パンサラッサの血統                       | パンサラッサの血統                       | （血統表の出典）                         | （血統表の出典）  |
| 父系                                        | キングマンボ系/ミスタープロスペクター系  | キングマンボ系/ミスタープロスペクター系  | キングマンボ系/ミスタープロスペクター系  | [ § 2 ]           |
| 父 ロードカナロア 2008 鹿毛                 | 父の父キングカメハメハ 2001 鹿毛         | Kingmambo                                | Mr. Prospector                           | Mr. Prospector    |
| 父 ロードカナロア 2008 鹿毛                 | 父の父キングカメハメハ 2001 鹿毛         | Kingmambo                                | Miesque                                  |                   |
| 父 ロードカナロア 2008 鹿毛                 | 父の父キングカメハメハ 2001 鹿毛         | *マンファス                              | *ラストタイクーン                        | *ラストタイクーン |
| 父 ロードカナロア 2008 鹿毛                 | 父の父キングカメハメハ 2001 鹿毛         | *マンファス                              | Pilot Bird                               |                   |
| 父 ロードカナロア 2008 鹿毛                 | 父の母レディブラッサム 1996 鹿毛         | Storm Cat                                | Storm Bird                               | Storm Bird        |
| 父 ロードカナロア 2008 鹿毛                 | 父の母レディブラッサム 1996 鹿毛         | Storm Cat                                | Terlingua                                |                   |
| 父 ロードカナロア 2008 鹿毛                 | 父の母レディブラッサム 1996 鹿毛         | *サラトガデュー                          | Cormorant                                | Cormorant         |
| 父 ロードカナロア 2008 鹿毛                 | 父の母レディブラッサム 1996 鹿毛         | *サラトガデュー                          | Super Luna                               |                   |
| 母 *ミスペンバリー Miss Pemberley 2002 鹿毛 | 母の父Montjeu 1996 鹿毛                  | Sadler's Wells                           | Northern Dancer                          | Northern Dancer   |
| 母 *ミスペンバリー Miss Pemberley 2002 鹿毛 | 母の父Montjeu 1996 鹿毛                  | Sadler's Wells                           | Fairy Bridge                             |                   |
| 母 *ミスペンバリー Miss Pemberley 2002 鹿毛 | 母の父Montjeu 1996 鹿毛                  | Floripedes                               | Top Ville                                | Top Ville         |
| 母 *ミスペンバリー Miss Pemberley 2002 鹿毛 | 母の父Montjeu 1996 鹿毛                  | Floripedes                               | Toute Cy                                 |                   |
| 母 *ミスペンバリー Miss Pemberley 2002 鹿毛 | 母の母Stitching 1992 黒毛                | *ハイエステイト                          | Shirley Heights                          | Shirley Heights   |
| 母 *ミスペンバリー Miss Pemberley 2002 鹿毛 | 母の母Stitching 1992 黒毛                | *ハイエステイト                          | Regal Beauty                             |                   |
| 母 *ミスペンバリー Miss Pemberley 2002 鹿毛 | 母の母Stitching 1992 黒毛                | Itching                                  | Thatching                                | Thatching         |
| 母 *ミスペンバリー Miss Pemberley 2002 鹿毛 | 母の母Stitching 1992 黒毛                | Itching                                  | Alligatrix                               |                   |
| 母系(F-No.)                                 | (FN:9-f)                                 | (FN:9-f)                                 | (FN:9-f)                                 | [ § 3 ]           |
| 5代内の近親交配                             | Northern Dancer 5×4、Special、Thatch 5×5 | Northern Dancer 5×4、Special、Thatch 5×5 | Northern Dancer 5×4、Special、Thatch 5×5 | [ § 4 ]           |
| 出典                                        | 1. 2. 3. 4.                              | 1. 2. 3. 4.                              | 1. 2. 3. 4.                              | 1. 2. 3. 4.       |

- 2代母父ハイエステイトは、ロイヤルロッジステークス（G2）など重賞4勝を挙げた競走馬で、種牡馬としてハイライズ（英ダービー）やクローズコンフリクト（イタリア大賞）を輩出した[51]。
- 3代母イッチングは、クロコルージュ（リュパン賞、イスパーン賞）の半姉[52]。
- そのほかの近親はアフェクション_(競走馬)#ブアタイ牝系を参照。